# Youssra Zakarani
Youssra Zakarani (arabiska: يسرى زكراني), född 7 januari 1995, är en marockansk fäktare som tävlar i florett.

## Karriär
Vid afrikanska mästerskapen 2016 i Alger tog Zakarani brons individuellt i florett. Vid olympiska sommarspelen 2016 i Rio de Janeiro blev hon utslagen i den andra omgången i florett av kinesiska Le Huilin. Vid afrikanska spelen 2019 i Rabat tog Zakarani brons individuellt i florett samt i lagtävlingen tillsammans med Oumaima Atif, Douaa Foudali och Manal Karmaoui.
Vid afrikanska mästerskapen 2022 i Casablanca tog Zakarani silver individuellt i florett samt brons i lagtävlingen tillsammans med Ilham Belfkih och Manal Karmaoui. Vid olympiska sommarspelen 2024 i Paris blev hon utslagen i 32-delsfinalen i florett av polska Martyna Jelińska.